# Reino de Mágada

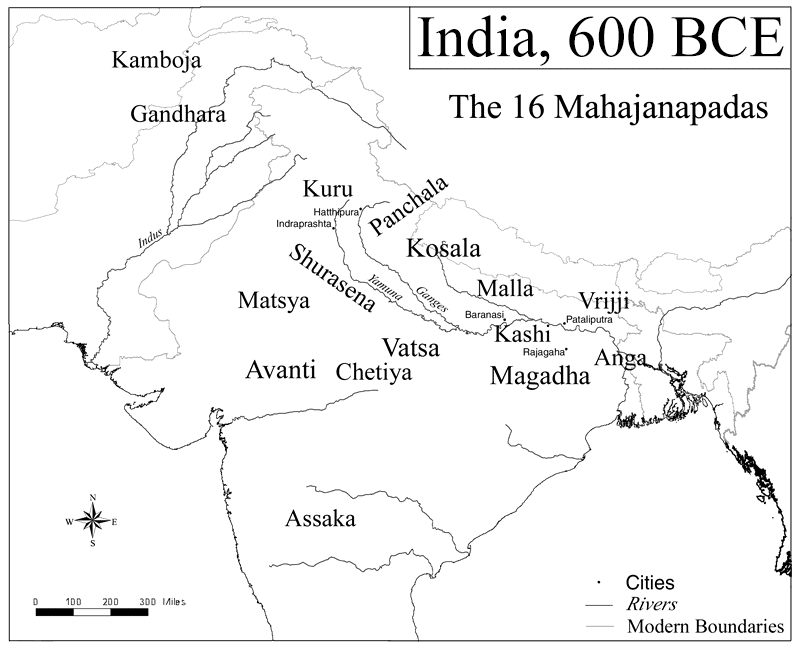
Mapa dos Mahājanapadas c., antes da expansão de Mágada

Mágada (em sânscrito: मगध; romaniz.: Magadha) foi um reino indiano que fez parte dos 16 Mahājanapadas ("grandes países", em sânscrito). O coração deste reino era uma porção de Bihar que fica a sul do rio Ganges, com a sua capital em Rajagriha (atualmente Rajgir). Mágada expandiu-se até incluir a maior parte de Bihar e de Bengala com a conquista de Licchavi e Anga respectivamente. O antigo reino de Mágada é mencionado no Ramayana, Mahabharata, nos Puranas, e muito mencionado nos textos budistas e jainistas. A primeira referência aos Mágada ocorre no Atharva-Veda onde eles são encontrados ao lado dos angas, gandaris e dos mujavats como um povo desprezado. Duas das maiores religiões da Índia tiveram origem em Mágada; Gautama Buda no século VI a.C. ou no V foi o fundador do Budismo, que mais tarde se espalhou para a Ásia Oriental e Sudeste Asiático, enquanto Mahavira fundou o Jainismo. Dois dos maiores impérios da Índia,  Império Máuria e o Império Gupta, entre outros, tiveram origem em Mágada. O reino Mágada incluía comunidades republicanas tais como Rajakumara. Os aldeões tinham as suas próprias assembleias dirigidas pelos seus chefes locais, chamados Gramakas. A sua administração era dividida em funções executivas, judiciais, e militares.

## Geografia
O território do reino de Mágada correspondia ao território dos modernos distritos de Patna, Gaya e Bihar meridional, e a partes de Bengala no este. Era delimitado ao norte pelo rio Ganges; a Este pelo rio Champa; a Sul pelas montanhas Vindhya; e a Oeste pelo rio Son. Da época de  Sidarta Gautama em diante, as suas fronteiras passaram a incluir a região dos Anga.

## História
Existe pouca informação concreta acerca dos primeiros governantes de Mágada. As fontes mais importantes são as Crónicas Budistas do Sri Lanka, as Puranas, e vários outros textos jainistas e budistas. Mas, segundo a análise destas fontes, podemos ver que Mágada foi governada por várias dinastias. A primeira foi a dinastia de Briadrata, que governou entre cerca de 1 700 a.C. a 799 a.C.. Esta dinastia foi sucedida pela dinastia de Pradiota (799−684 a.C.). Depois, em 684 a.C., esta dinastia foi substituída pela dinastia Harianka (684−413 a.C.). O rei Bimbisara da dinastia Harianka desempenhou um papel ativo na política de expansão, conquistando os Anga, localizados naquilo que é hoje a Bengala Ocidental. Após a morte de Bimbisara às mãos do seu filho, Ajatasatru, a princesa viúva de Côssala morreu de desgosto, causando a que o rei Prasenajita revogasse a oferta de Kashi e por isso iniciando a guerra entre Côssala e Mágada. Ajatasatru ficou encurralado numa emboscada e foi capturado junto com o seu exército; mas, num tratado de paz, ele, o seu exército, e Kashi foram  devolvidos a Mágada, e ele casou com a filha de Prasenajita.
Os registros diferem ligeiramente em relação a qual foi a causa da guerra entre Ajatasatru e a República de Licchavi. Parece que Ajatasatru enviou um ministro, que por três dias trabalhou para minar a união entre Licchavi e Vaishali. Para lançar o seu ataque atravessando o rio Ganga (Ganges), Ajatasatru teve que construir um forte numa nova capital chamada Pataliputra, a qual Buda profetizou que se tornaria um grande centro de comércio. Divididos por desentendimentos, os Licchavis foram facilmente derrotados assim que o forte foi construído. Os textos Jainistas dizem como Ajatasatru usou duas novas armas; uma catapulta e uma biga coberta com uma maça suspensa, que já tem sido comparada aos tanques modernos.
Mais tarde, surge a dinastia de Xixunaga, que governou durante uns 200 anos. Esta dinastia foi destruída por Ugrasena Maapadema Nanda, o primeiro governante do Império Nanda.

## Dinastias de Mágada
Entre os dezesseis Mahajanapadas, o reino de Mágada ganhou a proeminência sob o reinado de várias dinastias, cujo pico de poder foi durante o reinado de Asoka Máuria, um dos mais legendários e famosos imperadores da Índia. O reino de Mágada emergiu como uma grande potência a seguir a subjugação dos seus vizinhos, e possuía um poder militar sem paralelo.

### Dinastia de Briadrata
De acordo com os Puranas, o Império Mágada foi estabelecido pela dinastia de Briadrata, que foi a sexta na linha do imperador Kuru da dinastia Bharata através dos seu filho mais velho Sudhanush. O primeiro imperador proeminente do ramo Mágada dos Bharathas foi o Imperador Briadrata. O seu filho Jarasanda figura nas lendas populares e teria sido morto por Bhima segundo o Mahabharatha.O Vayu Purana menciona que os Briadratas governaram por mil anos.

### Dinastia de Pradiota
Os Briadratas foram sucedidos pelos Pradiotas que de acordo com o Vayu Purana governaram por 138 anos. Uma das tradições dos Pradiota era de que o filho devia matar o seu pai para se tornar o seu sucessor. Durante esta época, é relatado que ocorreram grandes crimes em Mágada.

### Dinastia de Xixunaga
De acordo com a tradição, a dinastia de Xixunaga fundou o Império Mágada em 684 a.C.. Sua capital era Rajagria, mais tarde transferida para Pataliputra, perto da atual Patna. Esta dinastia durou até 424 a.C., quando foi derrotada pelo Império Nanda.